# دمیرچیدام
دمیرچیدام (ترکی آذربایجانی: Dəmirçidam) یک منطقهٔ مسکونی در جمهوری آرتساخ است که در استان شاهومیان واقع شده‌است.